# Distrito de Vichayal
El distrito de Vichayal es uno de los siete que conforman la provincia de Paita ubicada en el departamento de Piura, en el norte del Perú. Limita por el norte con el distrito de Pariñas; por el sur con el distrito de Colán; por el este con el distrito de Amotape; y, por el oeste con el océano Pacífico. Algunos lugares turísticos y bonitos que puedes encontrar (En Vichayal) son los manglares, molinos de viento, cerros entre otras cosas. Además es un lugar pacífico y hermoso perfecto para un día de vacaciones para descansar y respirar aire puro, probando algunas comidas en los restaurantes.
Desde el punto de vista jerárquico de la Iglesia católica, forma parte de la Arquidiócesis de Piura.

## Historia
Mediante ley regional N° 316, del 28 de agosto de 1920, el caserío de Tamarindo fue elevado a distrito, siendo Presidente de la República, Augusto B. Leguia.

## Geografía
Este poblado se encuentra en la provincia de Paita; el distrito de Vichayal. Este distrito se haya asentado en los márgenes del Río Chira, constituyendo la parte baja de este valle.
Se caracteriza por sus extensos campos de cultivo, en el pasado esta zona era un campo formado por frondosos vichayos que alimentaban al ganado menor que ahí se criaba, es por eso el nombre del distrito. El distrito de Vichayal cuenta con diversos atractivos turísticos.
Su capital es el poblado de San Felipe de Vichayal.

## Autoridades

### Municipales
- 2019 - 2022[3]
  - Alcalde: Víctor Manuel Salinas Ipanaque, del Partido Democrático Somos Perú.
  - Regidores:

  1. Santos Alfredo Ruiz Saavedra (Partido Democrático Somos Perú)
  2. Alejandro Ayala More (Partido Democrático Somos Perú)
  3. Ingrid María Flores Espinoza (Partido Democrático Somos Perú)
  4. Abigaíl Mendoza Ramírez (Partido Democrático Somos Perú)
  5. Ruperto Nizama Villegas (Movimiento Regional Seguridad y Prosperidad)

Alcaldes anteriores
- 2015-2018:[4] Alejandro Ruesta Yesán, del Partido Acción Popular (AP).
- 2011-2014:[5] Alejandro Ruesta Yesán, del Partido Acción Popular (AP).
- 2007-2010: Genaro Cruz Julián.

### Policiales
- Comisario: Sargento PNP .

## Atractivos turísticos

### Molinos de viento
Su principal atractivo turístico son los molinos de viento, se encuentran ubicados de manera horizontal alrededor de los campos de cultivo siendo atractivos por su ubicación ya que se encuentran rodeados por la diversidad de vegetación, fueron construidos por la necesidad que tenían los pobladores de la zona, aprovechando las aguas del Río Chira. Para la elaboración de estos molinos de viento se utilizó recursos oriundos del pueblo como: petates, algarrobos y madera de pájaro bobo.

## Ciudades Hermanas
Loja, Ecuador